# Ис Форедус (Каљари)
Ис Форедус је насеље у Италији у округу Каљари, региону Сардинија.
Према процени из 2011. у насељу је живело 54 становника. Насеље се налази на надморској висини од 6 м.